# Mistrzostwa Świata w Snowboardzie 2017 – drużynowy snowcross mężczyzn
Rywalizacja drużynowa mężczyzn w snowcrossie podczas mistrzostw świata w Sierra Nevada została rozegrana na trasie o nazwie Sierra Nevada Snowboardcross 13 marca 2017 roku o 12:15. Złoty medal wywalczyli reprezentanci USA: Hagen Kearney i Nick Baumgartner, którzy wyprzedzili Hiszpanów w składzie Regino Hernández i Lucas Eguibar oraz Kanadyjczyków: Kevina Hilla i Christophera Robanske.

## Wyniki
Opracowano na podstawie materiału źródłowego: 

### Ćwierćfinały
| Miejsce | Bib | Zawodnicy                      | Kraj        | Uwagi |
| ------- | --- | ------------------------------ | ----------- | ----- |
| 1       | 8   | Lucas Eguibar Regino Hernández | Hiszpania 1 | Q     |
| 2       | 9   | Lukas Pachner Julian Lüftner   | Austria 2   | Q     |
| 3       | 1   | Alex Pullin Adam Lambert       | Australia 1 |       |

| Miejsce | Bib | Zawodnicy                      | Kraj                | Uwagi |
| ------- | --- | ------------------------------ | ------------------- | ----- |
| 1       | 5   | Loan Bozzolo Pierre Vaultier   | Francja 1           | Q     |
| 2       | 4   | Hagen Kearney Nick Baumgartner | Stany Zjednoczone 1 | Q     |
| 3       | 12  | Paul Berg Martin Nörl          | Niemcy 1            |       |
| 4       | 13  | Steven Williams Simon White    | Argentyna 1         |       |

| Miejsce | Bib | Zawodnicy                             | Kraj      | Uwagi |
| ------- | --- | ------------------------------------- | --------- | ----- |
| 1       | 6   | Kevin Hill Christopher Robanske       | Kanada 1  | Q     |
| 2       | 3   | Markus Schairer Alessandro Hämmerle   | Austria 1 | Q     |
| 3       | 11  | Andriej Anisimow Aleksandr Guzaczew   | Rosja 1   |       |
| DSQ     | 14  | Leon Beckhaus Sebastian Pietrzykowski | Niemcy 2  |       |

| Miejsce | Bib | Zawodnicy                        | Kraj                | Uwagi |
| ------- | --- | -------------------------------- | ------------------- | ----- |
| 1       | 7   | Alex Deibold Nate Holland        | Stany Zjednoczone 2 | Q     |
| 2       | 15  | Glenn De Bois Karel Van Goor     | Holandia 1          | Q     |
| 3       | 2   | Luca Matteotti Omar Visintin     | Włochy 1            |       |
| DNF     | 10  | Tommaso Leoni Emanuel Perathoner | Włochy 2            |       |

### Półfinały
| Miejsce | Bib | Zawodnicy                      | Kraj                | Uwagi |
| ------- | --- | ------------------------------ | ------------------- | ----- |
| 1       | 8   | Lucas Eguibar Regino Hernández | Hiszpania 1         | Q     |
| 2       | 4   | Hagen Kearney Nick Baumgartner | Stany Zjednoczone 1 | Q     |
| 3       | 9   | Lukas Pachner Julian Lüftner   | Austria 2           |       |
| 4       | 5   | Loan Bozzolo Pierre Vaultier   | Francja 1           |       |

| Miejsce | Bib | Zawodnicy                           | Kraj                | Uwagi |
| ------- | --- | ----------------------------------- | ------------------- | ----- |
| 1       | 6   | Kevin Hill Christopher Robanske     | Kanada 1            | Q     |
| 2       | 3   | Markus Schairer Alessandro Hämmerle | Austria 1           | Q     |
| 3       | 7   | Alex Deibold Nate Holland           | Stany Zjednoczone 2 |       |
| 4       | 15  | Glenn De Bois Karel Van Goor        | Holandia 1          |       |

### Finały

#### Mały finał
| Miejsce | Bib | Zawodnicy                    | Kraj                | Uwagi |
| ------- | --- | ---------------------------- | ------------------- | ----- |
| 5       | 5   | Loan Bozzolo Pierre Vaultier | Francja 1           |       |
| 6       | 9   | Lukas Pachner Julian Lüftner | Austria 2           |       |
| 7       | 7   | Alex Deibold Nate Holland    | Stany Zjednoczone 2 |       |
| 8       | 15  | Glenn De Bois Karel Van Goor | Holandia 1          |       |

#### Duży finał
| Miejsce | Bib | Zawodnicy                           | Kraj                | Uwagi |
| ------- | --- | ----------------------------------- | ------------------- | ----- |
| złoto   | 4   | Hagen Kearney Nick Baumgartner      | Stany Zjednoczone 1 |       |
| srebro  | 8   | Lucas Eguibar Regino Hernández      | Hiszpania 1         |       |
| brąz    | 6   | Kevin Hill Christopher Robanske     | Kanada 1            |       |
| 4       | 3   | Markus Schairer Alessandro Hämmerle | Austria 1           |       |